# Vriesea bi-beatricis
Vriesea bi-beatricis är en gräsväxtart som beskrevs av Morillo. Vriesea bi-beatricis ingår i släktet Vriesea och familjen Bromeliaceae. Inga underarter finns listade i Catalogue of Life.